# ADM Farm
ADM Farm este o companie de distribuție de medicamente din România.
A fost înființată în 1998 și are capital integrat românesc.
Acționariatul ADM Farm se împarte între Dragoș Pop și Alin Mihai Iosep.
Deține și lanțul de farmacii Sante, având 17 farmacii în anul 2007.
În anul 2007 compania avea o cotă de piață de 5%
iar în 2011 a ajuns la 7%.
Număr de angajați în 2007: 500
Cifra de afaceri:
- 2010: 175 milioane euro[6]
- 2007: 100 milioane euro[2]
- 2006: 60 milioane euro[7]